# Alija Izetbegović
Pour les articles homonymes, voir Izetbegović.
Alija Izetbegović, né le 8 août 1925 à Bosanski Šamac (royaume des Serbes, Croates et Slovènes, actuelle Bosnie-Herzégovine) et mort le 19 octobre 2003 à Sarajevo (Bosnie-Herzégovine), est un philosophe et homme d'État bosnien.

## Biographie

### Famille et jeunesse
Sa famille distinguée, mais appauvrie descend de la famille de l'ancien aristocrate bosniaque Izet-bey Jahić de Belgrade qui avait fui en Bosnie en 1868, après le retrait des dernières troupes ottomanes de la Serbie. Alors qu'il est soldat à Üsküdar, le grand-père d'Alija Izetbegović épouse une femme turque nommée Sıdıka Hanım. Le couple s'installe à Bosanski Samac et a cinq enfants. Le grand-père de Izetbegović devient plus tard le maire de la ville, et aurait sauvé quarante Serbes de l'exécution qui étaient aux mains des autorités austro-hongroises après l'assassinat de François-Ferdinand d'Autriche par Gavrilo Princip en juin 1914.
Le père d'Izetbegović, un comptable, combat pour l'armée austro-hongroise sur le front italien pendant la Première Guerre mondiale et subit des blessures graves qui le laissent dans un état semi-paralysé pendant au moins une décennie. Il fait faillite en 1927. L'année suivante, la famille déménage à Sarajevo, où Izetbegović reçoit une éducation laïque.
En 1943, il fait ses études supérieures à Sarajevo et devient membre de l'organisation des « Jeunes Musulmans » (Mladi muslimani), qui apportent de l'aide aux réfugiés tout en collaborant avec le régime fasciste croate des Oustachis et l'occupant nazi,. Les « jeunes musulmans » sont déchirés entre la division Handschar de la Waffen-SS en majorité musulmane et les partisans yougoslaves communistes. Izetbegović est détenu par les Tchetniks royalistes serbes à la mi-1944, mais il est libéré par gratitude pour le rôle de son grand-père dans la libération des quarante otages serbes en 1914.
Il est arrêté avec d'autres jeunes militants musulmans par les communistes yougoslaves après la guerre et condamné à trois ans de prison en 1946, non pas du fait de sa collaboration avec les Allemands, mais parce qu'il est opposé au régime de Josip Broz Tito. Il tente de former un parti successeur de l'Organisation musulmane yougoslave, le principal parti bosniaque de l'entre-deux-guerres. Lui et ses compagnons sont incarcérés pour « extrémisme islamique » par le régime communiste yougoslave.
Avant l'incarcération, il obtient un diplôme de droit à l'université de Sarajevo.

### Déclaration islamique
Il publie en 1970 la Déclaration islamique (Islamska deklaracija) dans laquelle il exprime ses vues concernant la relation entre l'État, la religion et la société et qui fut interprété par les autorités yougoslaves comme un appel à l'instauration de la Charia en Bosnie. Cette publication lui vaut quelques mois de prison en 1972 et est source de controverses. Les Serbes nationalistes interprètent les passages comme celui ci-dessous comme l'intention de créer une république islamiste en Bosnie : 
« 
Il n’y a pas de paix, ni de coexistence entre la religion islamique et les institutions sociales non islamiques […]. Le mouvement islamique doit et peut prendre le pouvoir dès qu’il est moralement et numériquement fort, à tel point qu’il puisse non seulement détruire le pouvoir non islamique, mais qu’il soit en mesure d’être le nouveau pouvoir islamique […] »
Alija Izetbegović a toujours rejeté ces allégations. L'universitaire britannique Noel Malcolm (en), dans son ouvrage Bosnia: A Short History, qualifie de « propagande » l'utilisation de la Déclaration islamique par les nationalistes serbes, faisant valoir que cette Déclaration est « un traité général sur la politique et l'Islam, adressé à l'ensemble du monde musulman (mais pas aux musulmans de Bosnie) ; il ne concerne pas la Bosnie, et en fait, il ne la mentionne même pas », et de préciser : « Il n'y a qu'un seul passage dans l'ensemble du traité qui s'applique directement au statut politique des musulmans de Bosnie :
« Les communautés musulmanes incluses dans des communautés non musulmanes, aussi longtemps qu'il existe une garantie de liberté religieuse, de vie et de développement normaux, sont loyales et ont l'obligation d'exécuter toutes leurs obligations à l'égard de ces communautés, à l'exception de celles qui portent atteinte à l'islam et aux musulmans. »
« On ne peut dire d'aucun de ces arguments-là qu'il serait fondamentaliste » conclut l'auteur, qui précise aussi que Alija Izetbegović développe ses opinions sur les rapports de l'Islam avec l'occident dans son ouvrage L'Islam entre l'Est et l'Ouest.
Les conceptions d'Izetbegović à ce sujet sont exposées de manière bien plus complète dans un ouvrage plus long et plus important paru au début des années 1980 : L'Islam entre l'est et l'ouest [ed. François-Xavier de Guibert], où il tente de présenter l'islam comme une sorte de synthèse intellectuelle incluant les valeurs de l'Europe occidentale. L'ouvrage contient des pages à la gloire de la Renaissance (y compris les portraits) et de la littérature européenne ; il décrit la Chrétienté comme « quasiment l'association d'une religion suprême avec une éthique suprême » ; il contenait aussi un chapitre particulier à la gloire de la philosophie et de la culture anglo-saxonnes et de la tradition démocrate-sociale.
Les Musulmans de Bosnie étaient alors l'une des populations musulmanes les plus laïcisées du monde.[réf. nécessaire]

### Emprisonnement
En 1983, Alija Izetbegović, aux côtés d'autres Bosniaques, est jugé lors d'un procès politique sur les bases de « nationalisme musulman » et « propagande ennemie » à la suite de la parution de son ouvrage L'Islam entre l'Est et l'Ouest en 1982. Il est condamné à purger quatorze années de pénitencier à Zenica. Izetbegović est ensuite amnistié et libéré en 1988 lors du courant de libéralisation qui précède la chute du régime communiste en Yougoslavie.
Il fonde en 1989 le SDA (Stranka Demokratske Akcije ou Parti d'action démocratique), parti national des Musulmans de Bosnie - lesquels s'appellent eux-mêmes désormais « Bosniaques », ayant repris à leur compte les arguments de Muhamed Filipović qui, dans les années 1980, avait fait valoir le caractère archaïque de la référence religieuse par rapport à l'identification nationale de ces habitants de la Bosnie. Lors des premières élections libres tenues en Bosnie-Herzégovine, son parti obtient 33 % des suffrages, faisant de son parti le plus puissant de Bosnie.

### Chef de l'État
En décembre 1990, à l'issue des premières élections libres en Bosnie-Herzégovine, le S.D.A. forme une alliance avec les partis nationalistes Croate (H.D.Z.) et serbe (S.D.S.) de Bosnie, et leur gouvernement de coalition remplace les titistes qui avaient réprimé le nationalisme au nom de la multi-ethnicité. En décembre 1990, Izetbegović est élu président de la république de Bosnie-Herzégovine.
À l'été 1991, alors que la Croatie est attaquée par l'armée « yougoslave » dont la direction politique de Serbie usurpe le commandement, Izetbegović refuse de prendre parti par peur de voir le conflit s'étendre à la Bosnie-Herzégovine et dissuade les Bosniaques de répondre à la mobilisation.
L'ancienne fédération yougoslave étant dissoute, la Bosnie-Herzégovine se retrouve de facto indépendante et la direction politique serbe multiplie les promesses et les menaces pour la pousser à rejoindre une nouvelle république fédérale de Yougoslavie unissant le Monténégro à la Serbie. Le président croate Franjo Tuđman, qui espère partager la Bosnie-Herzégovine avec Slobodan Milošević, finit par comprendre que l'indépendance sert ses visées et soutient celle-ci. Elle est votée par referendum et proclamée à la fin du mois de mars 1992, reconnue par les États-Unis d'Amérique et par les membres de l'Union européenne (puis par l'Union européenne après 1995) en avril de la même année.
Izetbegović prône officiellement une Bosnie multi-ethnique. À la différence des militaires croates (Martin Špegelj, Antun Tus), qui ont envisagé la guerre et s'y étaient préparés —y compris dans le dos de Tuđman, c'est à peine si une milice bosniaque existait : Izetbegović avait même approuvé le désarmement de la Défense Territoriale (TO) des non-Serbes, pour éviter toute provocation. Il croyait que la Armée populaire yougoslave (JNA) empêcherait les conflits alors que celle-ci, encore dirigée par Veljko Kadijević au service de Milošević, avait pris position dès 1991 pour créer une vaste zone serbe aux dépens de la République et assiéger Sarajevo.
Au départ, l'armée de la République ressemble donc plus à celle des Chouans qu'à une véritable armée, avec ses fleurs de lys à l'épaule (les armes de Tvrtko Kotromanić, premier roi de Bosnie en [377) et son fusil pour deux combattants. Elle s'organise d'abord autour de la police et de quelques mafieux, qui seront ensuite éliminés[réf. nécessaire]. L'argent viendra progressivement des pays du golfe Persique, de Turquie, tandis que la plupart des armes viendront d'Iran, avec la complicité des États-Unis et de la Croatie. Elle laisse des volontaires islamistes constituer en son sein des unités à part, non contrôlées par l'Armée de la république de Bosnie-Herzégovine, et offre des camps d'entraînement aux moudjahidines du monde entier. Entre 1 000 et 2 000 moudjahidines auraient été présents en Bosnie entre 1993 et 1995 (les chiffres varient entre quelques centaines et 4 000). Izetbegović rencontre aussi à plusieurs reprises Oussama ben Laden, qui soutient financièrement l'armement des moudjahidines de Bosnie et séjourne régulièrement en Bosnie entre 1993 et 1996. Il reçoit d'Izetbegović un passeport bosnien en 1993. Cependant, lorsque le rapport de forces s'équilibrera, les Serbes contrôlent déjà 70 % du territoire de la République.
Appuyé par l'Union européenne, Izetbegović refuse le 18 mars 1992 le plan Carrington-Cutileiro qui prévoit une partition ethnique de la Bosnie sous prétexte d'« imiter la Suisse et ses cantons ». L'Union Européenne renoncera à toute intervention militaire après le voyage à Sarajevo de François Mitterrand le 28 juin 1992, où celui-ci obtient des Serbes suffisamment de concessions ostensibles pour désamorcer ces velléités. Les casques bleus, sur place depuis l'agression contre la Croatie, serviront d'alibi humanitaire au nettoyage ethnique au lieu de repousser l'agression internationale.
La guerre durera jusqu'en septembre 1995, après que l'alliance de la Croatie et de la Bosnie-Herzégovine, imposée aux accords de Washington en mars 1994 à Tuđman par les États-Unis, puis quelques bombardements de l'OTAN, auront fait basculer le rapport des forces au détriment de l'agresseur serbe. Selon le Centre de Recherche et de Documentation de Sarajevo (RDC), elle aura fait 96 000 victimes directes : 64 000 bosniaques, 24 200 serbes, et 7 400 croates.
Izetbegović, contraint et forcé, signe, aux côtés du président croate Franjo Tuđman et du président serbe Slobodan Milošević les accords de paix de Dayton en novembre 1995, qui mettent fin à la guerre. 

Tombe d'Alija Izetbegović

Alija Izetbegović est président de la République de 1990 à 1996, puis président du collège présidentiel de 1996 à 1998 et en 2000, mais il ne termine pas son dernier mandat et se retire de la vie politique. Il décède des suites de maladies cardiaques en 2003.

### Héritage
Le 11 août 2006, sa tombe au cimetière de Kovači à Sarajevo est endommagée par une explosion. Cet acte est probablement d'ordre politique,.
En 2007, s'ouvre le musée Alija-Izetbegović dans deux bastions de l'ancienne forteresse de Vratnik.